# Нгалула, Лукенгу
Лукенгу Нгалула (англ. Lukengu Ngalula; род. 11 августа 1971, Киншаса) — заирская баскетболистка. Участница летних Олимпийских игр 1996 года.

## Биография
Лукенгу Нгалула родилась 11 августа 1971 года в городе Киншаса в ДР Конго.
Играла в баскетбол за команду американского колледжа Сент-Роуз из Олбани.
В 1996 году вошла в состав женской сборной ДР Конго по баскетболу на летних Олимпийских играх в Атланте, занявшей 12-е место. Провела 7 матчей, набрала  69 очков (17 в матче со сборной США, по 12 — с Австралией и Канадой, 10 — с Кубой, 9 — с Южной Кореей, 7 — с Украиной, 2 — с Китаем). Была одной из лучших в команде по главным статистическим показателям, заняв 3-е место по среднему количеству очков за матч (9,9), 2-е по подборам (5,7) и передачам (2). Была знаменосцем сборной Заира на церемонии открытия Олимпиады.